# Pilley (South Yorkshire)
Pilley – wieś w Anglii, w hrabstwie ceremonialnym South Yorkshire, w dystrykcie metropolitalnym Barnsley. Leży 13 km na północ od miasta Sheffield i 240 km na północny zachód od Londynu.